# Astley Paston Cooper

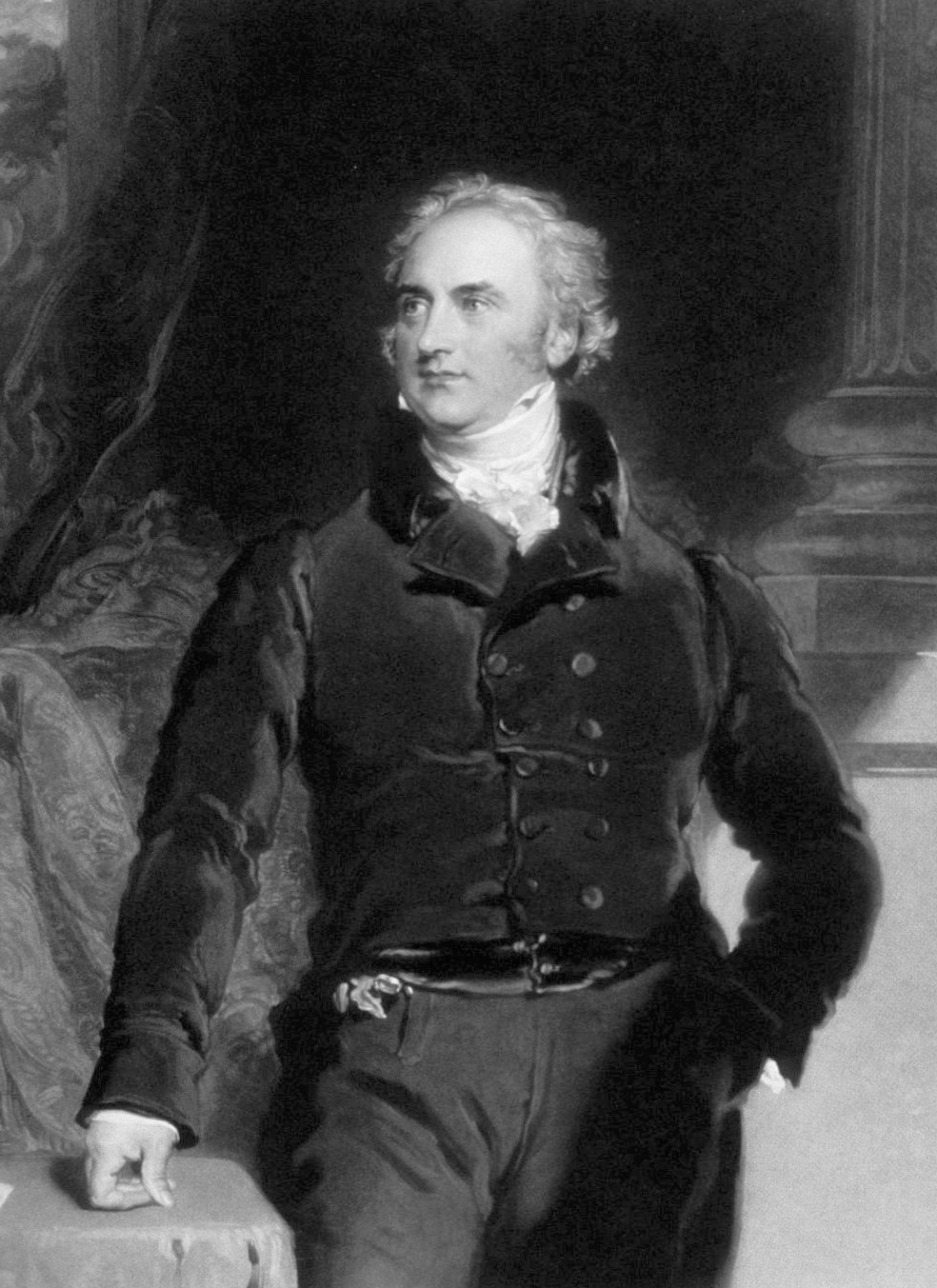
Sir Astley Paston Cooper, Baronet, 1830

Sir Astley Paston Cooper, 1. Baronet (* 23. August 1768 in Brooke (Brooke Hall) in der Nähe von Norwich/Norfolk; † 12. Februar 1841 in London) war ein englischer Anatom, Chirurg und Leibarzt mehrerer Könige des Vereinigten Königreichs.

## Leben
Astley Cooper ging zum Medizinstudium an das Guy’s und St. Thomas’ Hospital zu London, wo er Schüler des Chirurgen Henry Cline (1750–1824) war, sodann 1787 an die Universität zu Edinburgh, wurde Prosektor und dann Hilfslehrer der Anatomie und Chirurgie am St. Thomas Hospital und später Wundarzt am 1722 von dem Buchhändler Guy gestifteten Guy’s Hospital. 1813 wurde er vom Royal College of Surgeons zum Professor der Anatomie ernannt. Im Jahr 1792 ging er nach Paris, wurde dann Leibwundarzt des Königs Georg IV. und 1837 Leibarzt der Königin Viktoria. Im Jahr 1804 publiziert er eine genaue Beschreibung des Leistenkanals. Er unterschied zudem erstmals deutlich die direkten von den indirekten Leistenhernien. Nach Cooper und dem deutschen Anatomen und Chirurgen Adam Kaspar Hesselbach wurde ein Typ der Schenkelhernie benannt. Cooper zeichnete sich durch die Kühnheit seiner Operationen aus; er wagte zuerst die Operation der Pulsadergeschwulst der Karotis und unterband bei einer Pulsadergeschwulst des Unterleibes die Aorta abdominalis nicht weit vom Herzen. Nach ihm ist die Cooper-Schere benannt.
Cooper führte die bereits von Hippokrates von Kos beschriebene Behandlung der Schulterluxation (Schulterverrenkung) wieder ein bzw. erfand diese Art der Einrenkung mit Ferse neu. Im Jahr 1801 führt er die zuvor bereits von Jean Riolan und anderen durchgeführte Durchbohrung des Trommelfells als therapeutisches Verfahren in die englischen Ohrenheilkunde ein.
Er wurde 1802 mit der Copley Medaille ausgezeichnet. Seit 1821 war er Mitglied der Königlich Schwedischen und seit 1827 der Königlich Niederländischen Akademie der Wissenschaften (Koninklijk Instituut). 1826 wurde er zum korrespondierenden Mitglied der Göttinger Akademie der Wissenschaften gewählt. 1833 wurde er korrespondierendes Mitglied der Académie des sciences.
1821 wurde ihm der erbliche Adelstitel eines Baronet, of Gadebridge in the County of Hertford, verliehen. Da er keine Kinder hatte, erfolgte die Verleihung mit einer besonderen Erbregelung zugunsten seines Neffen Astley Paston Cooper (1798–1866), der ihn schließlich 1841 als 2. Baronet beerbte.
Nach seinem Tod wurde Cooper in der Kapelle des Guy’s Hospital, wo er chirurgische Kranke behandelt hatte, begraben und in der Westminster-Abtei durch ein Denkmal geehrt.

## Veröffentlichungen
- Lectures on the principles and practice of surgery. 4 Bände. London 1824–1829; 6. Auflage 1842; deutsche Übersetzung in 3 Bänden: Weimar 1825–1928.
- The principles and practice of surgery. London 1843; deutsche Übersetzung in 3 Bänden von Schütte: 4. Auflage, Kassel 1856.